# Deuterogonaria thauma
Deuterogonaria thauma is een soort uit de familie Haploposthiidae, die behoort tot de stam Acoelomorpha. Een kenmerkende eigenschap van de worm is dat hij tweeslachtig is, maar geen gonaden heeft. In plaats daarvan plant hij zich voort door middel van gameten, die hij produceert uit mesenchym. Verder heeft de worm geen darmen. 
De worm leeft in zee, tussen sedimentair gesteente. Deuterogonaria thauma werd in 1952 voor het eerst wetenschappelijk beschreven door Marcus. 